# Карл Зиглер
Карл Валдемар Зиглер (26. новембар 1898 — 12. август 1973) је био немачки хемичар који је са Ђулиом Натом добио Нобелову награду за хемију 1963. године, за рад на полимерима. Нобелов комитет је препознао његов „одличан рад на органометалним једињењима (који је)... довео до нових реакција полимеризације и... утро пут новим и веома корисним индустријским процесима”.  Такође је познат по свом раду који укључује слободне радикале, вишечлане прстенове и органометална једињења, као и развој Зиглер-Ната катализатора. Једна од многих награда које је Зиглер добио био је прстен Вернера фон Сименса 1960. године заједно са Отом Бајером и Валтером Репеом, за проширење научног знања и технички развој нових синтетичких материјала. 

## Биографија

### Младост и образовање
Карл Зиглер је рођен 26. новембра 1898. у Хелси близу Касела у Немачкој као други син Карла Зиглера, лутеранског свештеника, и Луисе Рал Зиглер.  Похађао је основну школу Касел-Бетенхаузен. Уводни уџбеник физике је најпре подстакао Зиглерово интересовање за науку. То га је нагнало да изводи експерименте у свом дому и да много чита изван свог средњошколског програма. Такође се упознао са многим значајним личностима преко свог оца, укључујући Емила фон Беринга, који је познат по вакцини против дифтерије.  Његово додатно учење и експериментисање објашњавају зашто је добио награду за најистакнутијег ученика на последњој години средње школе у Каселу у Немачкој.  Студирао је на Универзитету у Марбургу и могао је да прескочи прва два семестра студија због свог опсежног знања. Његове студије су, међутим, прекинуте, јер је током 1918. године распоређен на фронт као војник у Првом светском рату.  Докторирао је. 1920. године, студирајући код Карла фон Ауерса.  Његова дисертација је била на тему „Студије о семибензолу и сродним везама“ која је довела до три публикације. 

### Каријера
Карл Зиглер је показао жељу за науком у раном детињству. Убрзо је напредовао кроз школовање и докторирао на Универзитету у Марбургу 1920. Убрзо након тога, кратко је држао предавања на Универзитету у Марбургу и Универзитету у Франкфурту.
Године 1926. постао је професор на Универзитету у Хајделбергу где је провео наредних десет година истражујући нова достигнућа у органској хемији.  Он је истраживао стабилност радикала на тровалентним угљеницима што га је довело до проучавања органометалних једињења и њихове примене у истраживањима. Радио је и на синтезама вишечланих прстенастих система. Године 1933. Зиглер је објавио свој први велики рад о великим прстенастим системима, "Vielgliedrige Ringsysteme" који је представио основе Ругли-Зиглеровог принципа разблаживања. 
Године 1936. постао је професор и директор Хемијског института (Chemisches Institut) на Универзитету Хале-Сале и такође је био гостујући предавач на Универзитету у Чикагу. Зиглер, који је био подржавајући члан СС-а добио је крст за ратне заслуге 2. класе у октобру 1940. 
Од 1943. до 1969. Зиглер је био директор Института Макс Планк за истраживање угља (Max-Planck-Institut fur Kohlenforschung) у Милхајму на Руру као наследник Франца Фишера. 
Карл Зиглер је био заслужан за већи део послератног оживљавања хемијских истраживања у Немачкој и помогао је у оснивању Немачког хемијског друштва (Gesellschaft Deutscher Chemiker) 1949. године. Пет година је био председник.  Био је и председник Немачког друштва за науку о нафти и хемију угља (Deutsche Gesellschaft für Mineralölwissenschaft und Kohlechemie), од 1954. до 1957. Године 1971. Краљевско друштво у Лондону га је изабрало за страног члана. 

## Лични живот
Зиглер се 1922. године оженио Маријом Курц.  Имали су двоје деце, Ерхарта и Маријану.  Његова ћерка, др Маријана Зиглер Вите била је доктор медицине и удала се за главног лекара дечје болнице (у то време) у Руру. Његов син, др Ерхарт Зиглер, постао је физичар и адвокат за патенте. Осим деце, Карл Зиглер има петоро унучади од ћерке и петоро од сина.  Барем једно од његових унука, Кордула Вите, присуствовала је пријему за Нобелову награду јер постоји слика на којој њих двоје весело плешу.  Зиглер је уживао у путовању широм света са својом породицом, посебно на крстарењима. Чак је испланирао специјална крстарења и авионе за посматрање помрачења. Карл Зиглер се разболео током крстарења са својим унуком 1972. при посматрању помрачења. Умро је годину дана касније. 
Зиглер и његова супруга били су велики љубитељи уметности, посебно слика. Карл и Марија су једни другима поклањали слике за рођендане, Божиће и годишњице. Сакупили су велику колекцију слика, не нужно из једног одређеног периода, већ слика у којима су уживали. Марија је, као страствени баштован, посебно уживала у сликама цвећа Емила Нолдеа, Ериха Хекела, Оскара Кокошке и Карла Шмит Ротлуфа. Карл је уживао у сликама места која су он и његова жена звали својим домом, укључујући слике Халеа и долине Рура. Четрдесет и две слике из њихове заједничке колекције уграђене су у фондацију, завештану Музеју уметности Милхајм Зиглер. 
Као човек многих открића, Карл Зиглер је био и човек многих патената. Као резултат његовог патентног уговора са Институтом Макс Планк, Зиглер је био богат човек. Са делом овог богатства, основао је Зиглер фонд са око 40 милиона немачких марака да подржи истраживање института.  Други "имењак" је Karl-Ziegler-Schule, урбана средња школа која је основана 4. децембра 1974. године, преименовањем раније постојеће школе. Школа се налази у Милхајму, Немачка. 
Карл Циглер је умро у Милхајму у Немачкој 12. августа 1973, а његова супруга 1980.

## Научна достигнућа
Зиглер је целог живота био ревносни заговорник неопходне недељивости свих врста истраживања. Због тога се његова научна достигнућа крећу од основних до најпрактичнијих, а његова истраживања обухватају широк спектар тема из области хемије. Као млади професор, Зиглер је поставио питање: који фактори доприносе дисоцијацији угљеник-угљеник веза у супституисаним дериватима етана? Ово питање је требало да наведе Зиглера на проучавање слободних радикала, органометала, прстенастих једињења и, коначно, процеса полимеризације. 

### Једињења слободних радикала
Док је још био докторант на Универзитету у Марбургу, Зиглер је објавио свој први велики чланак који је показао како се халохромне (R3C+Z−) соли могу направити од карбинола. Претходни радови су оставили утисак да халохромне соли или слободни радикали (R3C•) захтевају да R буде ароматичан. Подстакнут је да покуша да синтетише сличне супституисане слободне радикале и успешно је припремио 1,2,4,5-тетрафенилалил 1923. и пентафенилциклопентадиенил 1925. године. Ова два једињења су била много стабилнија од претходних тровалентних слободних радикала, као што је трифенилметил. Његово интересовање за стабилност тровалентних једињења слободних радикала угљеника довело га је до тога да објави прву од многих публикација у којима је покушао да идентификује стеричне и електронске факторе одговорне за дисоцијацију хекса-супституисаних деривата етана. 

### Вишечлана прстенаста једињења
Зиглеров рад са вишечланим прстенастим једињењима је такође користио реактивну природу једињења алкалних метала. Користио је јаке базе као што су литијумове и натријумове соли амина, да би постигао циклизацију дуголанчаних угљоводоника који поседују терминалне цијано групе. Зиглер и сарадници објавили су први у својој серији радова о припреми великих прстенастих система 1933. године. За свој рад у овој области и у хемији слободних радикала одликован је Либиговом Меморијалном медаљом 1935. 

### Органометална једињења
Циглеров рад са слободним радикалима довео га је до органских једињења алкалних метала. Открио је да је етарско раздвајање отворило нову методу припреме натријум и калијум алкила,  и открио да се ова једињења лако могу конвертовати у хекса-супституисане деривате етана. Природа супституента може се лако и систематски променити коришћењем овог синтетичког пута једноставном променом идентитета етарског почетног материјала. 

#### Литијум алкили
Касније, 1930. године, директно је синтетизовао литијум алкиле и ариле од металног литијума и халогенованих угљоводоника 4Li+2RX – 2RLi. Ова погодна синтеза подстакла је бројне студије RLi реагенса од стране других, а сада су органолитијумски реагенси један од најсвестранијих и највреднијих алата синтетичких органских хемичара. Зиглерово сопствено истраживање литијум алкила и олефина требало је да доведе директно до његовог открића нове технике полимеризације неких 20 година касније.

#### "Жива" полимеризација
Године 1927. открио је да када је олефин стилбен додат у етил етарски раствор фенилизопропил калијума, дошло је до нагле промене боје из црвене у жуту. Управо је приметио прво додавање једињења органоалкалног метала преко двоструке везе угљеник-угљеник. Даљи рад је показао да је могао сукцесивно да додаје све више и више олефинског угљоводоника бутадиена у раствор фенилизопропил калијума и добије дуголанчани угљоводоник са још нетакнутим реактивним органокалијумским крајем. Олигомери попут ових били су претеча такозваних "живих полимера".

#### Полиетилен
Пошто је Зиглер радио на Макс Планк институту за истраживање угља, етилен је био лако доступан као нуспроизвод гаса угља. Због ове јефтине сировине етилена и значаја за индустрију угља, Зиглер је почео да експериментише са етиленом и поставио за циљ да синтетише полиетилен високе молекуларне тежине. Његови покушаји су били осујећени јер се стално дешавала конкурентна реакција елиминације која је изазивала аномалан резултат: уместо да се етилен претвори у смешу виших алуминијумских алкила, његов димер, 1-бутен, био је скоро једини производ. Сматрао је да је загађивач морао бити присутан да изазове ову неочекивану реакцију елиминације,  а на крају је утврђено да су то трагови соли никла. Зиглер је схватио значај овог налаза; ако би со никла могла имати тако драматичан утицај на ток етилен-алуминијум алкил реакције, онда би можда неки други метал могао да одложи реакцију елиминације. Зиглер и његов ученик Х. Бреил су открили да соли хрома, цирконијума, а посебно титанијума не подстичу елиминацију R2AlH, већ су, уместо тога, енормно убрзале реакцију "раста". Зиглер је успео да добије полиетилен високе молекуларне тежине (> 30.000) и, што је најважније, да то уради при ниским притисцима етилена. 

#### Зиглер-Ната катализатор
Зиглер је 1952. открио свој катализатор компанији Монтекатини у Италији, за коју је Ђулио Ната био консултант. За свој рад на контролисаној полимеризацији угљоводоника коришћењем нових органометалних катализатора, Карл Зиглер и Ђулио Ната су поделили Нобелову награду за хемију 1963. године.